# 工会鼠

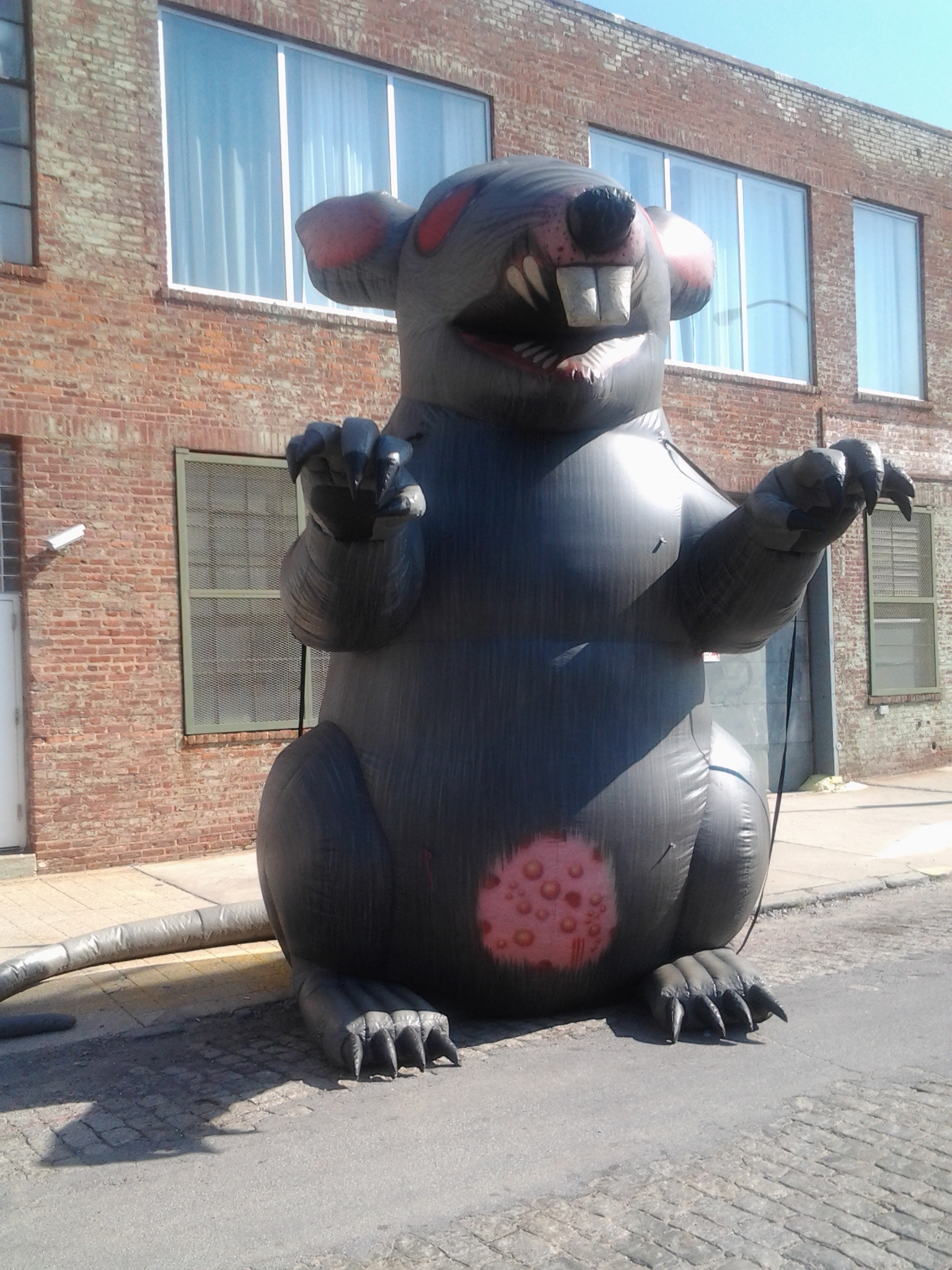
工會鼠

工会鼠（英語： 或 ），是一种巨型老鼠形状的充气物。主要是工会用来罢工或抗议不合理劳动和雇主聘用非工会成员的标志，旨在引起公众对工会雇员诉求的关注。

## 起源
1990年，芝加哥一个雇员工会在进行一项抗议活动中联络了伊利諾州一家製造大型氣球公司Big Sky Balloons and Searchlights，希望該公司能為他們做一個大型的充氣老鼠，期盼能有效傳達他們抗議的訴求。初时设计师画了一张草稿让工会的人过目，他们认为草稿上的老鼠图像太温和了，因此希望老鼠的形象可以有卑劣醜陋的外貌，最后完成品是外表粗黑的大鬁鼠，也是有記載以來的第一支「工會鼠」。
后来，「工会鼠」跟着工会四处征战维护工人利益，抗议雇主沒有顾虑工人的建康环境和聘请非工会人员进行工作等等。由于「工会鼠」的形象太过吸晴，为了防止公众误会，工会成员会向路人解释和派发傳单，同时也算是羞辱雇主沒有善待劳工的行为。由于这种维权方式很有效，因此其它工会组织也在美国各地跟着模仿，尤其是劳资纷争最多的纽约市，就有多达30多个「工会鼠」。
但随着近年来美国工会过于强势的形象，加上对政商之间的影响力越来越大，使民众较少关注其维权活动， 甚至認為是工會壟斷貪婪的一種負面象徵。

### 海外
在2013年的格蘭奇茅斯炼油厂争端中，充气老鼠首次出现在英国。

## 形状

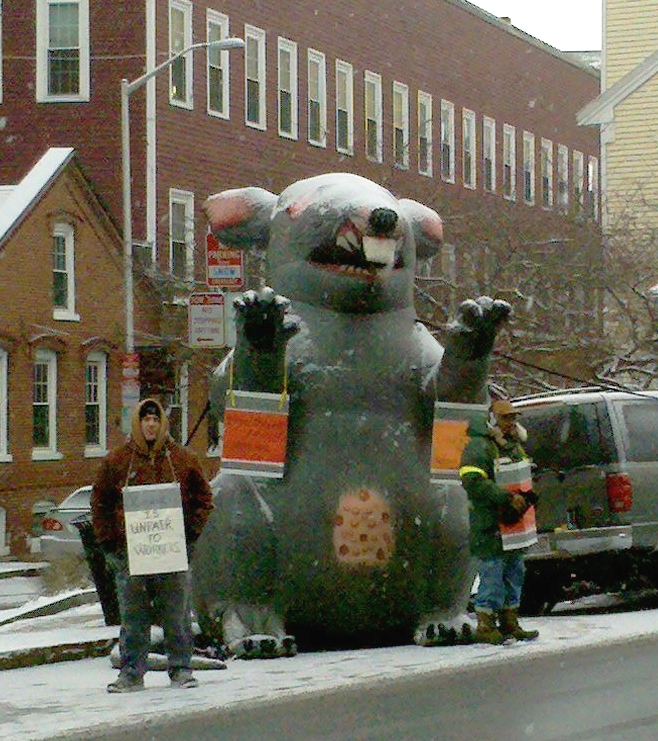
2010年，在马萨诸塞州剑桥市的巨型充气老鼠。

充气老鼠的外观和大小有时会有所不同，大型的充气老鼠最高可达5－6公尺，但它们的共同点都是直立站著，露出長長的獠牙，舉起帶著尖銳爪子的前肢。工会都把充气老鼠叫“Scabby the Rat”，并取名“scab” 的绰号，主要是用来形容工贼的意思。该名字起源于1989年率先提出使用这种充气老鼠的工人Lou Mahieu，他在后来为老鼠命名的比赛中胜出时，所提出的名称是“Scabby”。

## 诉讼
美国的雇员工会多年来一直使用「工会鼠」来表达抗议雇主的举动，形成一种雇主压迫工人的标志而惹人诟病，因此一些雇主向法院上诉，指控工会使用巨型充气老鼠是属于非法纠察活动。
2011年5月，国家劳动关系委员会（NLRB）裁定，针对雇主指控使用充气老鼠是属于非法纠察的诉讼被驳回。同时裁定，工会使用充气老鼠抗议的行为不构成非法纠察，而是象征性的言论，因此不会受到法律抵制的约束。这项裁定不仅可以使工会将充气老鼠放置在显眼的道路中央，而且还可以将它们放置在不会被纠察的雇主公司门前。
2017年，NLRB的总法律顾问彼得·B·罗伯 提出了旨在改变以前政策的法律建议，认为充气老鼠的存在「具有对抗性、威胁性和强制性」。

## 趣闻
2017年3月，工会在曼哈顿一个正进行装修工作的大楼前面放置一个「工会鼠」，并前向管理公司抗议对方没有聘用当地工人，而是聘请外地工人来抢走他们的工作机会。几天后，不甘示弱的管理公司调来了一个更高大的充气猫咪，放在充气老鼠旁边，旨在压制工会的銳气，形成了一股猫鼠大战的趣象。